# El quinto elemento
El quinto elemento (en francés: Le Cinquième Élément) es una película francesa (con coproducción de EE. UU.) de  ciencia ficción y acción de 1997 dirigida por Luc Besson, con Bruce Willis, Milla Jovovich y Gary Oldman en los papeles principales. 
Principalmente ambientada en el siglo XXIII, la trama central de la película involucra la supervivencia del planeta Tierra, que se convierte en responsabilidad de Korben Dallas (Willis), un taxista y excomandante de las fuerzas especiales, después de que una joven (Jovovich) caiga en su cabina. Para lograr esto, Dallas une sus fuerzas con ella para recuperar cuatro piedras místicas esenciales para la defensa de la Tierra contra el inminente ataque de una entidad cósmica malévola.
Besson comenzó a escribir la historia que se convirtió en El quinto elemento cuando tenía 16 años, y tenía 38 cuando la película se estrenó en los cines. Besson quería filmar la película en Francia, pero no se encontraron instalaciones adecuadas. El rodaje tuvo lugar en Londres y Mauritania. Los artistas de cómics Jean «Moebius» Giraud y Jean-Claude Mézières, cuyos libros sirvieron de inspiración para partes de la película, fueron contratados para el diseño de producción. El diseño del vestuario fue de Jean-Paul Gaultier.
El quinto elemento recibió principalmente críticas positivas, aunque tendió a polarizar a los críticos. Se le ha llamado el mejor y el peor éxito de verano de todos los tiempos. La película fue un éxito financiero, ganando más de $ 263 millones en la taquilla con un presupuesto de $ 90 millones. En el momento de su lanzamiento, era la película europea más cara jamás realizada, y siguió siendo la película francesa más taquillera en la taquilla internacional hasta el lanzamiento de Intocable en 2011.

## Argumento
En 1914, un arqueólogo y su asistente se encuentran en el desierto de Egipto estudiando unos grabados en las paredes de un templo antiguo. Según los grabados, cada 5000 años llega a la Tierra un ser llamado El Maligno y la función del templo es alojar un poder capaz de derrotarlo. Un sacerdote local, preocupado de que el arqueólogo sea capaz de descifrar la verdadera naturaleza del templo, intenta sin éxito envenenarlos.
Unos extraterrestres conocidos como los Mondoshawan se manifiestan en el lugar y desde una cámara secreta retiran el arma capaz de derrotar el Gran Mal que aparece cada cinco mil años dictaminando que la presencia de los arqueólogos demuestra que la tierra ya no es un lugar seguro para albergarla. El arma está formada por cuatro piedras, que representan los cuatro elementos, y un sarcófago en forma de un ser humano. Los Mondoshawan prometen a su contacto humano, el sacerdote, que volverán con los Elementos a tiempo para detener al Gran Mal, pero un accidente les obliga a dejar la llave de la cámara al sacerdote y le dejan instrucciones para transmitir a sus sucesores hasta su regreso.
A mediados del siglo XXIII, el Maligno vuelve a aparecer en el espacio en forma de una gigantesca bola de fuego negro destruyendo un acorazado terrestre. El sacerdote actual de la Orden Mondoshawan, Vito Cornelius (Ian Holm), informa al Presidente Lindberg (Tom Lister Jr.) de la historia del gran mal y cómo es que en la antigüedad los Mondoshawan crearon el templo, las piedras y al quinto elemento, explicando que este último es una forma de vida perfecta que al colocarse en el centro del templo canaliza el poder de los otros cuatro elementos formando una luz capaz de destruir el mal; sin embargo, si el maligno logra colocarse en el templo primero podrá utilizar el altar y las piedras para esparcir su poder y exterminar toda la vida en el universo. 
Cuando los Mondoshawan regresan a la Tierra, son emboscados por los mangalores, una belicosa y proscrita raza alienígena contratada por el empresario Jean-Baptiste Emanuel Zorg (Gary Oldman), quien, a su vez, fue contratado por El Maligno para apoderarse de las 4 piedras. La nave mondoshawan es destruida y lo único que los científicos de la Tierra pueden recuperar es una mano del quinto elemento. Este miembro es llevado a un centro científico de Nueva York dónde reconstruyen por completo al «superviviente», quien resulta ser una chica (Milla Jovovich). Ésta despierta asustada y confusa por lo que escapa de su confinamiento, termina saltando de una cornisa y aterriza en el taxi volador de Korben Dallas (Bruce Willis), un excomandante de las Fuerzas Especiales.
Antes de desmayarse, la muchacha nombra a Vito Cornelius, por lo que Dallas la lleva a la residencia del sacerdote y de su aprendiz, David (Charlie Creed-Miles), aunque Korben solo logra pasar algunos minutos con la chica, rápidamente se siente atraído por ella, pero, antes de sacado del lugar, solo tiene tiempo para descubrir que se llama «Leeloo Minai Laketareba-Laminai-Tchai Ekbat De Sebat», por lo que decide apodarla Leeloo. 
En otro lado de la ciudad, los mangalores se reúnen con Zorg y le entregan el cofre de las piedras, recuperado de los restos de la nave a cambio de armas más modernas con las cuales surtirse; para su desgracia, descubren que el cofre estaba vacío, razón por la cual el humano en un inicio se niega a proveerles armamento y posteriormente los traiciona haciendo explotar las armas tras retirarse.
En paralelo, Leeloo explica a Cornelius los Mondoshawan previeron este escenario y decidieron enviar las piedras al transatlántico espacial Fhloston Paradise para que uno de sus aliados, la Diva Plavalaguna (Maïwenn), las custodiara hasta el momento oportuno. Los Mondoshawan informan al gobierno terrícola sobre la ubicación de las piedras, por lo que el presidente ordena al Ejército iniciar un operativo para recuperarlas sin saber que son espiados por los hombres de Zorg, quienes desean saber el paradero de las piedras para robarlas y también por los mangalores, quienes las desean para vengarse de Zorg cobrar rescate. 
Siguiendo las órdenes del presidente, el general Munro (Brion James), reenlista a Korben y le ordena viajar de encubierto, como ganador de un concurso de radio, para encontrarse con la Diva en un crucero de lujo en el espacio. Los hombres de Zorg, los mangalores y el padre Cornelius, ignorando que se trata de un agente encubierto, encaran y emboscan a Korben uno tras otro en un intento de usurpar su identidad para entrar encubiertos al crucero, esto provoca una serie de matanzas y confusiones que terminan en que el genuino Korben aborda el crucero acompañado de Leeloo y con Cornelius como polizón.
Ya en el lugar, Korben debe asistir a una presentación de La Diva acompañado de Ruby Rhod, un escandaloso y molesto locutor de radio. durante el show, los mangalores atacan los aposentos de La Diva y asesinan a sus empleados mientras intentan robar las piedras. Leeloo los reconoce como los responsables de la muerte de los mondoshawan, por lo que los enfrenta y acaba fácilmente con ellos antes de ser acribillada y gravemente herida. Esto hace que los mangalores decidan tomar un enfoque más agresivo y se apoderan de la nave. Mientras tanto, Zorg roba un cofre perteneciente a la diva, asumiendo que en su interior están las piedras, y escapa del lugar no sin antes colocar una bomba de tiempo para destruir la nave.
Durante la toma de rehenes la diva es asesinada, pero con sus últimas fuerzas logra revelar a Korben que lleva las piedras en el interior de su cuerpo, desde donde el humano logra recuperarlas; tras esto se sumerge en un salvaje combate contra los alienígenas hasta que logra asesinar a su líder y hacerlos rendirse. El sistema de alarmas del crucero inicia una alerta al detectar la presencia de la bomba, por lo que la nave es evacuada mientras Zorg regresa a bordo al descubrir que las piedras no estaban en el cofre, desactivando la bomba para ello, pero con lo que no contaba es que los mangalores al verse derrotados detonaron una bomba propia que destruye el crucero y mata al humano. Por otro lado, el maligno envía una porción de sí mismo en dirección a la Tierra para instalarse en el templo.
Korben, Leeloo, Cornelius y Ruby logran salvarse robando la nave de Zorg antes de la explosión, iniciando una carrera contra el tiempo para llegar al templo antes que el maligno. Los cuatro viajan a la cámara del arma secreta en el templo egipcio, a medida que el planeta de El Maligno se acerca a la Tierra a gran velocidad. 
El grupo logra activar las piedras, pero Leeloo se niega a cooperar porque se ha desencantado tras atestiguar la naturaleza agresiva y belicosa de la humanidad, además, siente que no posee un propósito genuino como individuo que justifique su vida. Dallas le explica que a pesar de la guerra aún quedaban otros motivos por los que merece la pena proteger la vida, como el amor y confesando estar enamorado de ella la besa. Leeloo combina el poder de las piedras y libera la Luz Divina, haciendo que El Maligno quede inerte como una nueva luna en la órbita de la Tierra.

## Reparto
| Personaje                  | Actor original       | Actor de voz (Hispanoamérica) | Actor de voz (España)    |
| -------------------------- | -------------------- | ----------------------------- | ------------------------ |
| Korben Dallas              | Bruce Willis         | Mario Castañeda               | Ramón Langa              |
| Jean-Baptiste Emanuel Zorg | Gary Oldman          | Carlos Becerril               | Pedro Molina             |
| Sacerdote Vito Cornelius   | Ian Holm             | César Arias                   | Rogelio Hernández        |
| Leeloo                     | Milla Jovovich       | Laura Torres                  | Nuria Mediavilla         |
| Ruby Rhod                  | Chris Tucker         | Alfonso Obregón               | Jordi Brau               |
| Billy                      | Luke Perry           | Eduardo Tejedo                | Alberto Mieza            |
| General Munro              | Brion James          | Martín Soto                   | Pepe Mediavilla          |
| Presidente Lindberg        | Tommy «Tiny» Lister  | Emilio Guerrero               | Dionisio Macías          |
| Diva Plavalaguna           | Maïwenn              |                               | Alicia Laorden           |
| Voz de la Diva PlavaLaguna | Inva Mula-Tchako     | Rocío Garcel                  |                          |
| Niebla                     | Lee Evans            |                               | Paco Gázquez             |
| David                      | Charlie Creed-Miles  | Yamil Atala                   | Jordi Pons               |
| Subalterno de Zorg         | Tricky               | Pedro D'Aguillón Jr.          | Rafael Calvo             |
| General Staedert           | John Neville         | Esteban Siller                | Claudi García            |
| Profesor Pacoli            | John Bluthal         |                               | Antonio Gómez de Vicente |
| Mugger                     | Mathieu Kassovitz    |                               | José Javier Serrano      |
| Mactilburgh                | Christopher Fairbank |                               | Gonzalo Abril            |
| Thai                       | Kim Chan             |                               |                          |

## Producción

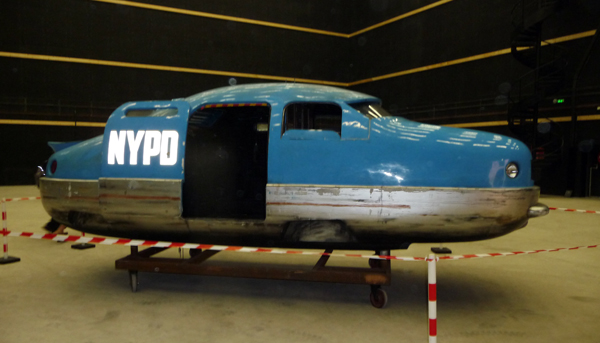
Patrulla de la policía de Nueva York mostrada en la película.

Tras los éxitos de crítica y taquilla de Nikita y Léon, Luc Besson pudo finalmente llevar al cine una historia que había escrito cuando sólo tenía 16 años y que durante casi dos décadas estaba esperando hacerla.
Al principio se pensó en Jean Reno para hacer el papel de Korben Dallas, pero finalmente el papel fue a parar a Bruce Willis. También se pensó al principio en Elizabeth Berkley para que hiciese Leloo, pero el fracaso de Showgirls, en la que ella fue protagonista, hizo que se desestimara esa opción, por lo que Milla Jovovich hizo en su lugar ese papel.
Principalmente situada en una futurista Nueva York, la mayor parte de la película fue filmada en los estudios Pinewood de Inglaterra, aunque algunas escena se rodaron en Mauritania. La escena del concierto fue filmada en la Royal Opera House de Covent Garden, Londres. 
El diseño de producción fue desarrollado por Dan Weil. El diseño de vestuario a su vez fue creado por el famoso diseñador de moda Jean-Paul Gaultier.

## Temas
En una entrevista, Besson declaró que The Fifth Element no era una «gran película temática», aunque el tema de la película era importante. Quería que los espectadores llegaran al punto en que Leeloo diga «¿Para qué salvar la vida cuando ves lo que hacen con ella?», y estar de acuerdo con ella. Jay P. Telotte, escribiendo en el libro Science Fiction Film, le dio crédito a la película por explorar el tema de la corrupción política.
Un artículo de Brian Ott y Eric Aoki en la revista feminista Women's Studies in Communication consideraba el género como uno de los temas principales de la película. Los autores acusaron a la película de borrar a las mujeres de las escenas introductorias, señalando que la reconstrucción de Leeloo marcó solo la segunda aparición de una mujer en los primeros 20 minutos de la película; el otro es un asistente presidencial andrógino, en su mayoría sin palabras. Cuando las mujeres aparecen en la película, lo hacen como objetos pasivos, como el vuelo sexualizado y los asistentes de McDonald's; o despojado de su feminidad, como el «Butch» Major Iceborg. Stefan Brandt, en el libro Subverting Masculinity, también dijo que la película «hace eco de las creencias estereotipadas sobre el género» de todas las mujeres en la película, incluida Leeloo, quien pensó que solo dejó su papel pasivo en la película durante su pelea con los Mangalores. Con la excepción de la representación de Tiny Lister del Presidente, se consideró que todos los hombres en la película eran lo más viriles posible de varias maneras, como la afeminabilidad de Ruby Rhod, la torpe forma de hablar del asistente de Vito Cornelius, David, y la estupidez del general Munro; su propósito era hacer que la masculinidad de Korben pareciera «divina» en comparación. 
En el libro The Films of Luc Besson, Susan Hayward consideró que The Fifth Element era una historia clásica de un hombre «que se separó de la tribu, demostró su virilidad, derribó a las fuerzas malévolas y mató al jefe, para cosechar finalmente las recompensas de la seguridad y el matrimonio». Sin embargo, el viaje de Korben está amenazado no solo por Mangalores y Zorg, sino también por Leeloo, quien cede y lo ayuda solo en el último minuto, aceptando su declaración de amor. La historia de amor dentro de The Fifth Element fue considerada como una de las narraciones principales en la película, y enfrenta la misma fecha límite que la historia principal. Hayward también consideró el tema del daño ambiental, en la medida en que los residuos y la contaminación son visibles en toda la película. Mientras que las películas de ciencia ficción a menudo muestran un mundo en el que alguna nueva tecnología o amenaza supera o falla a la humanidad, The Films of Luc Besson incluyó The Fifth Element entre la minoría de películas de ciencia ficción que «sostienen un espejo» y muestran a la humanidad como responsable. Se decía que la película era escéptica del consumismo capitalista, en la medida en que los dispositivos en la oficina de Zorg hacen una obsesión poco saludable de su ansia de tecnología. La tensión entre la tecnología y el hombre se trata como un problema que requiere una resolución final.

## Banda sonora
The Fifth Element es una de las películas de Besson que han sido descritas como «intrínsecamente musicales», se reproduce algún tipo de música durante aproximadamente el 90 por ciento de la película. La partitura fue compuesta por Éric Serra. Él depende en gran medida del uso de texturas orquestales, como el oboe y las cuerdas que se escuchan mientras los cirujanos se preparan para regenerar a Leeloo, y el pizzicato mientras se reconstruye. Serra también usó muchas influencias exóticas, como la fanfarria estalinista escuchada antes de la secuencia del puerto espacial, la pieza de reggae que se tocaba en preparación para el vuelo y la música de hula que saluda a los pasajeros cuando llegan a Fhloston. Técnicas de puntuación más convencionales están presentes en el leitmotiv que aparece por primera vez cuando el profesor Pacoli menciona el quinto elemento, las trampas militaristas mientras el buque de guerra se prepara para atacar el planeta oscuro, y la pieza fúnebre mahleriana se escucha cuando Leeloo se entera de la guerra. La música utilizada para la escena de persecución en taxi, titulada «Alech Taadi» del artista argelino Khaled, está excluida de la banda sonora de la película, pero está disponible en el álbum N'ssi N'ssi de Khaled.
La actuación operística Lucia di Lammermoor - The Diva Dance incluye música de la ópera Lucia di Lammermoor de Gaetano Donizetti: «Il dolce suono», la escena de la locura del Acto III, Escena 2. Es una de las pocas piezas de música en la película que es diegética. Fue cantada por la soprano albanesa Inva Mula, mientras que el papel de Plavalaguna fue interpretado por la actriz francesa Maïwenn Le Besco. La primera parte de esta pieza se titula «Lucia di Lammermoor» y la segunda parte se titula «The Diva Dance». Ambas se incluyen como pistas separadas en la banda sonora de la película, pero se secuencian para crear el efecto de toda la actuación que se ve en la película. El final de la Parte Uno se mezcla con el comienzo de la Parte Dos, creando una transición suave entre las dos pistas. Por otra parte, en posproducción la obra se modificó digitalmente para llegar a notas inalcanzables dada la imposibilidad para la voz humana de cantar notas tan extremadamente agudas y graves combinadas.
Lanzado como un álbum bajo Virgin Records, la banda sonora alcanzó el número 99 en el Billboard 200. Más de 200,000 copias de la larga banda sonora se vendieron solo en Francia. Rodney Batdorf de AllMusic le dio al álbum tres de cinco estrellas, afirmando que era «diverso y logrado, y es tan efectivo fuera de la película como dentro». Una crítica de Filmtracks.com también otorgó álbum tres de cinco estrellas.

## Recepción

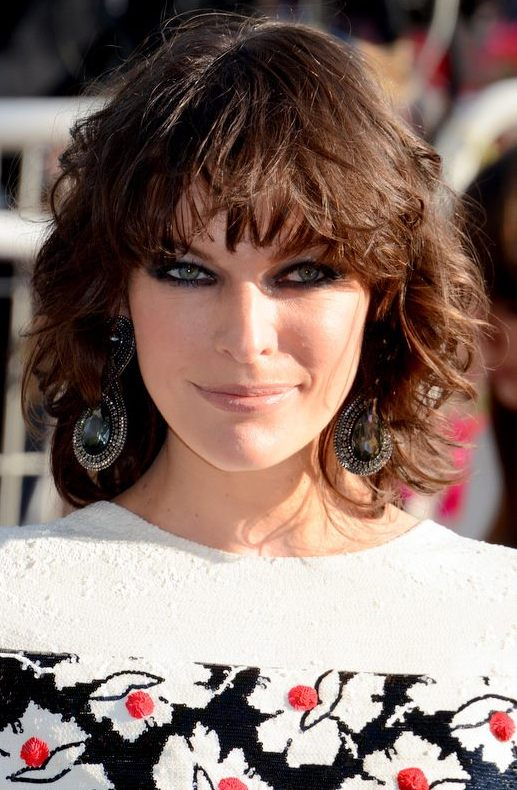
La actriz Milla Jovovich en el Festival de Cannes 2013.

La película fue bien recibida por la crítica. Mientras que tuvo buena acogida por la crítica estadounidense, el público europeo le dio una acogida mejor. Fue elegida para la apertura del Festival de Cannes de 1997, y se convirtió en un éxito en taquilla, recaudando 263 millones de dólares cuando su presupuesto fue de 90. La película también supuso el salto a la fama de la hasta entonces desconocida actriz Milla Jovovich.
El quinto elemento fue nominada a los premios de la Academia de 1998 en el apartado de Mejor edición de sonido. Ganó el BAFTA a los mejores efectos especiales, y ganó tres de las siete nominaciones a los premios César, incluyendo el de mejor director para Luc Besson.